# Morti nel 1591

## Gennaio(4)
- 7 gennaio - Jacobus de Kerle, compositore e cantore fiammingo
- 13 gennaio - Antonio Carafa, cardinale e bibliotecario italiano (n. 1538)
- 22 gennaio - William Patenson, presbitero e missionario inglese
- 31 gennaio - Troilo II de' Rossi, nobile e militare italiano

## Febbraio(4)
- 6 febbraio - Anna Sofia di Prussia, principessa prussiana (n. 1527)
- 15 febbraio - Toyotomi Hidenaga, militare giapponese (n. 1540)
- 18 febbraio - Giovanni Battista Naldini, pittore italiano (n. 1535)
- 26 febbraio - Vespasiano I Gonzaga, condottiero, politico e mecenate italiano (n. 1531)

## Marzo(3)
- 16 marzo - Alfonso Piccolomini Todeschini, condottiero italiano (n. 1558)
- 18 marzo - Giovanni Antonio Serbelloni, cardinale e vescovo cattolico italiano (n. 1519)
- 22 marzo - John Erskine of Dun, religioso scozzese (n. 1509)

## Aprile(6)
- 5 aprile - Piotr Myszkowski, vescovo cattolico polacco (n. 1510)
- 9 aprile - Emilia di Sassonia (n. 1516)
- 21 aprile - Sen no Rikyū, monaco buddhista giapponese (n. 1522)
- 25 aprile - Giovanni Gerolamo Albani, politico, giurista e cardinale italiano (n. 1509)
- 28 aprile - Giulio Licinio, pittore italiano (n. 1527)
- 28 aprile - Ippolito de' Rossi, cardinale e vescovo cattolico italiano (n. 1531)

## Maggio(6)
- 3 maggio - Antonio Abondio, numismatico italiano (n. 1538)
- 4 maggio - Hugo Donellus, giurista francese (n. 1527)
- 5 maggio - Mateo Vázquez de Leca, presbitero e politico spagnolo
- 15 maggio - Dmitrij Ivanovič di Russia, russo (n. 1582)
- 23 maggio - John Blitheman, organista e compositore inglese
- 26 maggio - Elia VII, vescovo cristiano orientale siro

## Giugno(4)
- 3 giugno - Paolo Mario della Rovere, vescovo cattolico italiano
- 8 giugno - Íñigo López de Mendoza y Manrique de Luna, nobile spagnolo
- 11 giugno - Martino Longhi il vecchio, architetto italiano (n. 1534)
- 21 giugno - Luigi Gonzaga, gesuita e santo italiano (n. 1568)

## Luglio(7)
- 2 luglio - Vincenzo Galilei, compositore, teorico musicale e liutista italiano
- 10 luglio - Anna d'Assia, nobile (n. 1529)
- 12 luglio - Hasan Pascià, ammiraglio ottomano (n. 1544)
- 14 luglio - Francesco Paciotto, architetto e ingegnere italiano (n. 1521)
- 18 luglio - Jacobus Gallus, compositore sloveno (n. 1550)
- 22 luglio - Veronica Franco, poetessa italiana (n. 1546)
- 25 luglio - Marco degli Oddi, medico e filosofo italiano (n. 1526)

## Agosto(6)
- 4 agosto - François de La Noue, condottiero e scrittore francese (n. 1531)
- 14 agosto - Girolamo Piatti, gesuita e scrittore italiano (n. 1548)
- 18 agosto - Bernardino Campi, pittore italiano (n. 1522)
- 20 agosto - Francesco Terzi, pittore italiano (n. 1523)
- 23 agosto - Luis de León, poeta, traduttore e teologo spagnolo (n. 1527)
- 30 agosto - Girolamo Lippomano, ambasciatore italiano (n. 1538)

## Settembre(7)
- 10 settembre - Richard Grenville, corsaro, navigatore e politico inglese (n. 1542)
- 19 settembre - Giovanni Agostino Adorno, religioso italiano (n. 1551)
- 19 settembre - Alonso de Orozco, mistico spagnolo (n. 1500)
- 21 settembre - Ambrosio de Morales, umanista, storico e archeologo spagnolo (n. 1513)
- 22 settembre - Juan de Lanuza y Perellós, politico, giurista e nobile spagnolo
- 25 settembre - Cristiano I di Sassonia, principe (n. 1560)
- 29 settembre - Giovanni II della Frisia orientale, conte (n. 1538)

## Ottobre(7)
- 3 ottobre - Vincenzo Campi, pittore italiano (n. 1536)
- 8 ottobre - François de Châtillon, militare francese (n. 1557)
- 15 ottobre - Orazio Tigrini, musicista e teorico musicale italiano (n. 1541)
- 16 ottobre - Papa Gregorio XIV, papa, vescovo cattolico e cardinale italiano (n. 1535)
- 23 ottobre - Alessandro I da Correggio, politico italiano (n. 1550)
- 26 ottobre - Ascanio de' Mori da Ceno, poeta e militare italiano (n. 1533)
- 30 ottobre - Luzio Dolci, pittore italiano

## Novembre(1)
- 15 novembre - Giovanni Francesco Fara, vescovo, storico e umanista italiano (n. 1543)

## Dicembre(11)
- 2 dicembre - Fabrizio Gesualdo, nobile, compositore e mecenate italiano (n. 1538)
- 7 dicembre - Pedro Moya de Contreras, arcivescovo cattolico spagnolo
- 10 dicembre - Edmund Gennings, presbitero inglese (n. 1567)
- 10 dicembre - Polydore Plasden, presbitero inglese (n. 1563)
- 10 dicembre - Swithun Wells, inglese
- 10 dicembre - Eustachio White, presbitero inglese (n. 1559)
- 14 dicembre - Giovanni della Croce, presbitero e santo spagnolo (n. 1542)
- 19 dicembre - Hōjō Ujinao, militare giapponese (n. 1562)
- 20 dicembre - Juan de Lanuza y Urrea, magistrato, politico e nobile spagnolo (n. 1564)
- 23 dicembre - Gian Vincenzo Gonzaga, cardinale italiano (n. 1540)
- 30 dicembre - Papa Innocenzo IX, papa, vescovo cattolico e cardinale italiano (n. 1519)

## Senza giorno specificato(29)
- Jost Amman, illustratore svizzero (n. 1539)
- Dorotea Barresi e Santapau, nobile italiana (n. 1533)
- Martino Bassi, architetto italiano (n. 1542)
- Carlo Birago, condottiero italiano
- Barnabé Brisson, diplomatico francese (n. 1531)
- Bartolomeo Brutti, diplomatico italiano
- Humphrey Cole, artigiano inglese (n. 1530)
- Jacopo Coppi, pittore italiano (n. 1523)
- Giulio De Rossi, pittore italiano (n. 1525)
- Angelo di Costanzo, storico e poeta italiano
- Ercole Malatesta, militare e condottiero italiano
- Ercole Lamia, vescovo cattolico italiano
- Joan Martines, cartografo e cosmografo italiano
- Diofebo II Meli Lupi, condottiero italiano (n. 1532)
- Bernard van Merode, militare fiammingo (n. 1510)
- William Mundy, compositore inglese
- Melchior Neusidler, liutista tedesco (n. 1531)
- Gaspar Gil Polo, poeta e romanziere spagnolo (n. 1530)
- Juan Ponce de León II, esploratore spagnolo
- Giovanni Battista Ragazzini, pittore italiano (n. 1520)
- António Ribeiro Chiado, poeta portoghese (n. 1520)
- Giulio Roscio, presbitero e scrittore italiano
- Claude de Sainctes, vescovo cattolico francese
- Saitō Tomonobu, militare giapponese (n. 1527)
- Hermann Thyraeus, teologo e gesuita tedesco (n. 1532)
- Francesco de' Vieri, filosofo italiano (n. 1524)
- Mattia Aquario, teologo italiano
- Noël du Fail, scrittore francese (n. 1510)
- Ōta Sukemasa, militare giapponese (n. 1522)